# Diecezja Ouahigouya
Diecezja  Ouahigouya – diecezja rzymskokatolicka w Burkina Faso. Powstała w 1947 jako prefektura apostolska. Zlikwidowana w 1954, reaktywowana jako diecezja w 1958.